# Treechada Petcharat

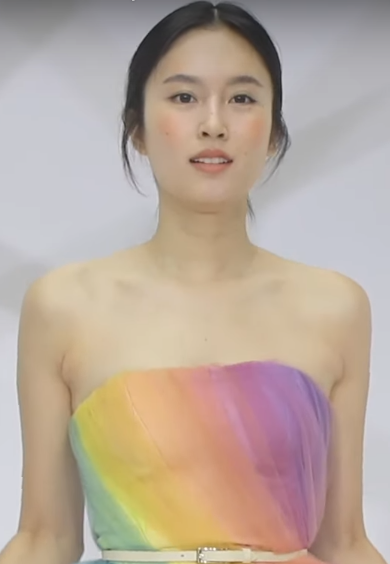
Treechada Petcharat (2019)

Treechada Petcharat (Thai ตรีชฎา เพชรรัตน์; RTGS Trichada Phetcharat), besser bekannt unter den Namen Poyd (Thai ปอย; RTGS Poi), Nong Poy oder Treechada Malayaporn, ist eine thailändische Schauspielerin und ein Model. Petcharat unterzog sich im Alter von 17 Jahren einer geschlechtsangleichenden Operation.
In einer Peranakan-Familie geboren, erkannte Petcharat schon als Kind, dass sie eine Transgender-Frau ist. Vor ihren Eltern musste sie jedoch ihre Geschlechtsidentität verbergen und war gezwungen, als Mann zu leben. Da sie sich vor ihren Genitalien ekelte, unterzog sie sich im Alter von 17 Jahren einer geschlechtsangleichenden Operation. Im Alter von 19 Jahren gewann Petcharat die Miss Tiffany’s 2004 und die Miss International Queen 2004.

## Filmographie
- With Love (2010)
- Spicy Beauty Queen of Bangkok 2 (2012)
- The White Storm (2013)
- From Vegas to Macau II (2015)
- Insomnia Lover (2016)
- Witch Doctor (2016)
- The Cave (2019)